# Автолетучка
Автолетучка (иногда называемая как «Вахтовка» или «Техничка») — транспортный безрельсовый автомобиль на колёсном или гусеничном ходу с двигателем внутреннего сгорания.
В большинстве случаев автолетучка создаётся на базе грузовых автомобилей повышенной проходимости, оборудуется фургоном для перевозки людей, печкой для обогрева (обычно печкой-буржуйкой), приспособлений, инструмента, материалов, запасных частей.
Машина предназначена для оперативной доставки вахтовых бригад электромонтёров, путевых рабочих, строителей, нефтяников, газовиков, связистов к месту производства ремонтных, восстановительных, монтажных, бурильных и других работ.